# Jarawa (andamanski jezik)
Jarawa jezik (ISO 639-3: anq), jedan od tri južnoandamanska jezika, andamanske porodice, kojim govori oko 250 ljudi (2006 A. Abbi) iz plemena Jarawa na otocima Rutland (unutrašnjost i jug otoka), South Andaman (unutrašnjost i jug) i zapadnoj obali Middle Andamana u Andamanima.
Sva tri južnoandamanska jezika još su živa a jarawa ima najveći broj govornika

## Vanjske poveznice
- Ethnologue (14th)
- Ethnologue (15th)